# Statue-menhir du Vacant de Rieuvel
La statue-menhir du Vacant de Rieuvel est une statue-menhir appartenant au groupe rouergat découverte à Moulin-Mage, dans le département du Tarn en France.

## Description
Elle a été découverte sur un haut de pente à proximité du col du Vacant de Rieuvel. Elle a été gravée sur une dalle de granite en forme d'amande mesurant 3 m de hauteur sur 1,50 m de largeur et 0,50 m d'épaisseur,.
La statue est complète mais très usée, aucun caractère anthropomorphe n'est visible, seule la ceinture et une partie du baudrier le sont.
La statue-menhir est inscrite monument historique au titre d'objet depuis le 14 octobre 2019.